# Paramontana rufozonata
Paramontana rufozonata é uma espécie de gastrópode do gênero Paramontana, pertencente a família Raphitomidae.